# Ammophila sjoestedti
Ammophila sjoestedti es una especie de avispa del género Ammophila, familia Sphecidae.

## Taxonomía
Fue descrito por primera vez en 1934 por Gussakovskij.